# ムスタファ・ケマル・アタテュルク
ムスタファ・ケマル・アタテュルク（トルコ語: Mustafa Kemal Atatürk、1881年5月19日 - 1938年11月10日）は、オスマン帝国軍の将軍、トルコ共和国の元帥、初代大統領（在任1923年10月29日 - 1938年11月10日）。

## 概要
第一次世界大戦で敗れたオスマン帝国において、トルコ独立戦争とトルコ革命を僚友たちとともに指導してトルコ共和国を樹立。宗教（イスラム教）と政治を分離しなければトルコ共和国の発展はないと考え、新国家の根幹原理として政教分離（世俗主義）を断行。憲法からイスラム教を国教とする条文を削除し、トルコ語表記をアラビア文字からラテンアルファベットへ変更、一夫多妻禁止や女性参政権導入、スルタン制・カリフ制廃止などトルコの近代化を推進し、トルコ大国民議会から「父なるトルコ人」を意味する「アタテュルク」の称号を贈られた。現代トルコの国父（建国の父）とも呼ばれる。

## 経歴

### 生い立ち

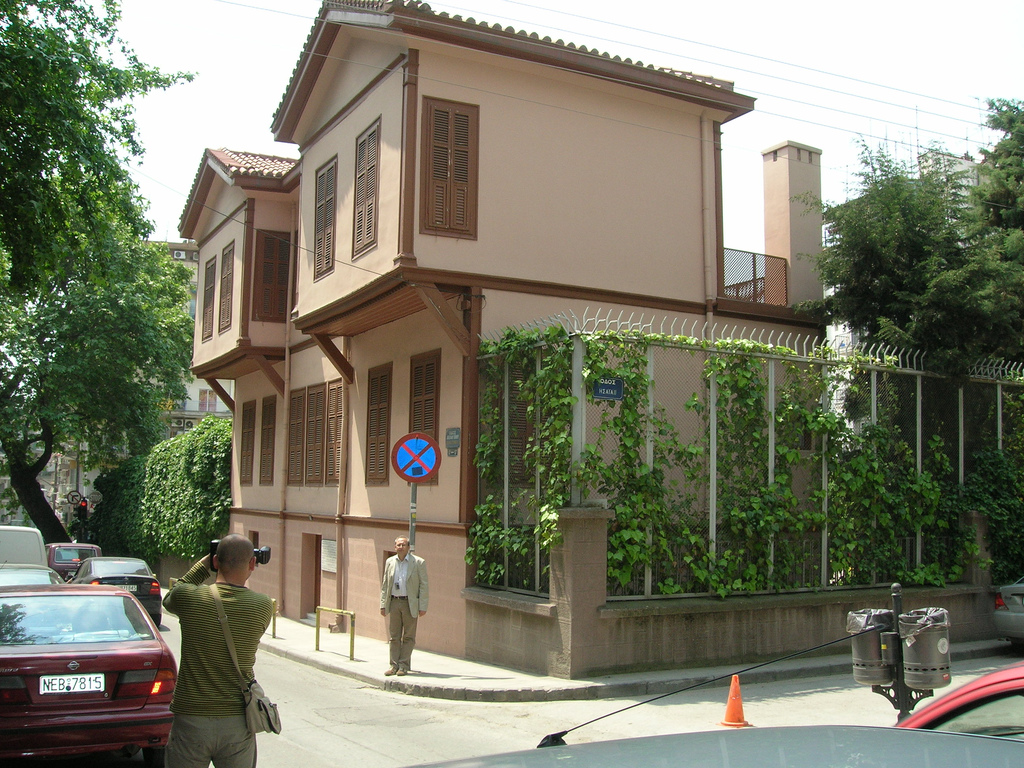
テッサロニキに保存されているアタテュルクの生家

1881年、オスマン帝国領セラーニク県の県都セラーニク（現ギリシャ領テッサロニキ）のコジャ・カスム・パシャ街区で、税関吏アリ・ルザー・エフェンディと母ズュベイデ・ハヌムの子として生まれた。夫妻は「選ばれし者」を表す「ムスタファ」と命名し、後に、サロニカ幼年兵学校の数学教官ユスキュプリュ・ムスタファ・サブリ・ベイ大尉が自身の担当教科に長けていた縁からムスタファにあだ名の「ケマル」（「完全な者」）を与え、ムスタファ・ケマルとなった。オスマン帝国時代のテッサロニキはユダヤ人コミュニティが多かったことを根拠に、イスラム主義でアタチュルク反対派には「アタチュルクの先祖はデョンメーだ（表向きイスラム教に改宗したユダヤ人）」と主張する者が多かった。この見解はトルコ国土の大半を占めるアナトリア半島において、宗教上の理由からアタテュルクに反目する多くの反対勢力が熱心に擁護している。
ムスタファ・ケマルは、父の希望で教育者シェムスィ・エフェンディが開校し西洋式教育を施すシェムシ・エフェンディ学校（トルコ語: Şemsi Efendi Mektebi）に進み、父の死去を契機に家族で叔父の許に身を寄せた。しばらくして母がラグプ・エフェンディと再婚したため、ムスタファ・ケマルはホルホル街区の叔母エミネ・ハヌムの家に身を寄せた。サロニカ幼年兵学校では、フランス語教官メフメド・ナーキ、モナスティル少年兵学校では歴史教官メフメド・テヴフィクらの影響を受けた。

### 初期の軍歴
士官学校から陸軍大学校時代

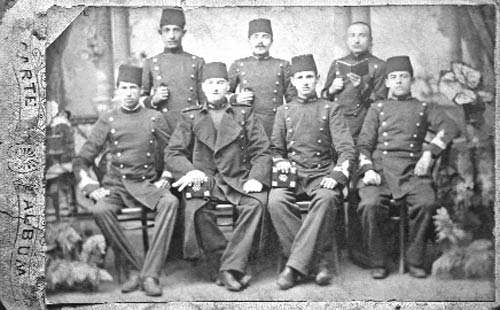
士官学校時代のケマル（前列左から2番目）
それ以外は前列左からキャーズム・キョプリュリュ、アリ・フアト、セダート、後列：アブディ、メフメド・ハイリ、ヌスレト（1901年頃）。

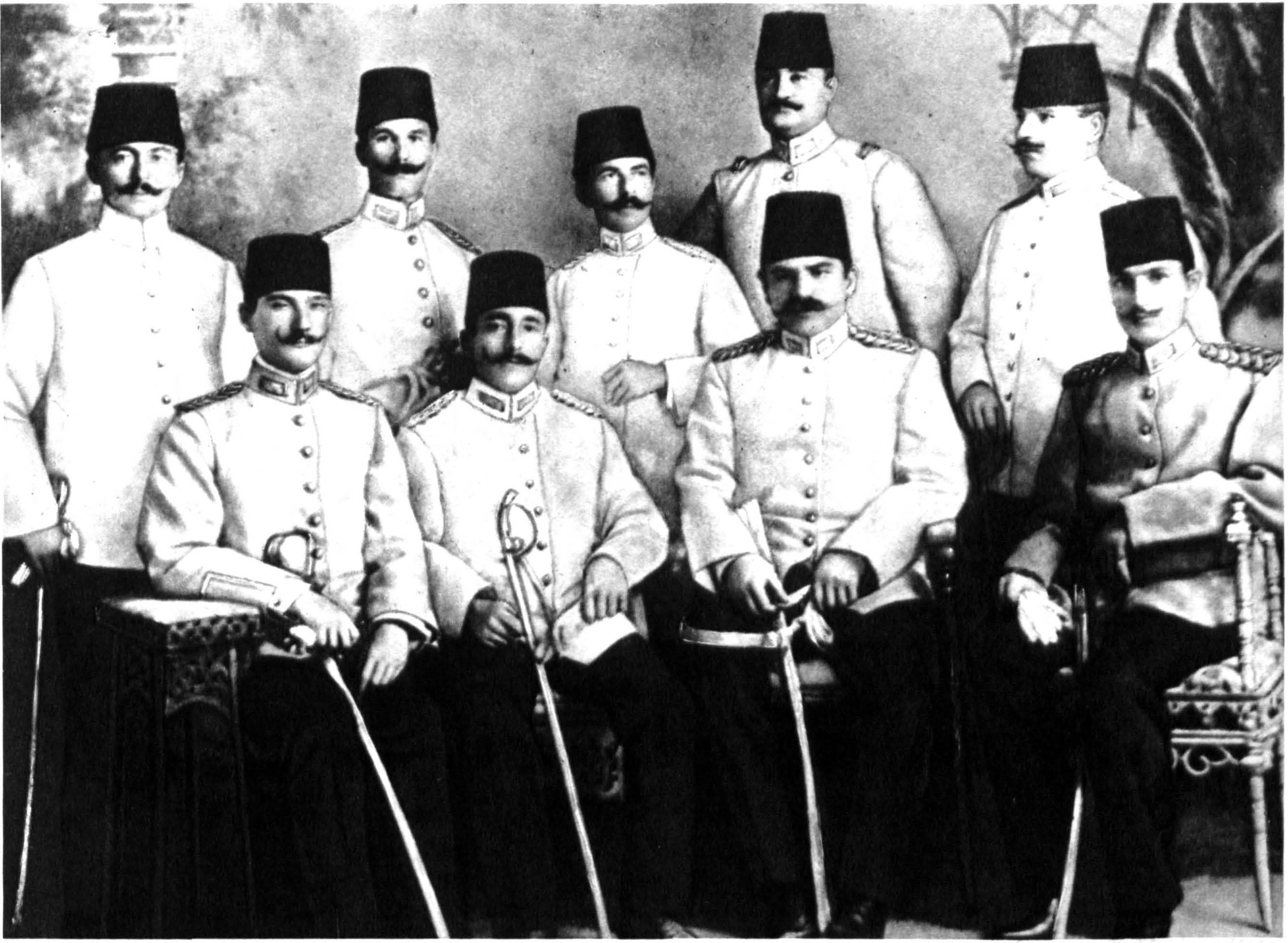
第5軍での参謀研修時代のケマル（前列左端）
それ以外は前列左から、リュトフュ・ミュフィト、フアト・ズィヤー、ムヒッディン、後列：ハリル、ハイリ、スュレイマン・シェヴケト、不明、アリ・フアト（1906年7月15日、ベイルート）。

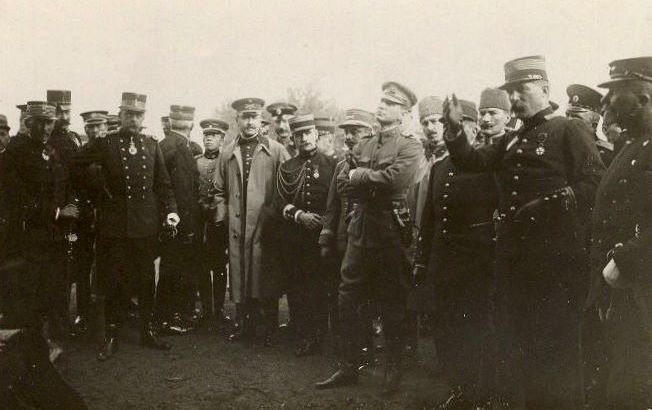
ピカルディ大演習にて、オーギュスト・エドゥアール・ヒルシャワー大佐（Auguste Edouard Hirschauer）の説明を聴くオスマン軍将校ムスタファ・ケマル。

ムスタファ・ケマルは、1899年3月14日、陸軍士官学校（陸士1317年入学組）に入学した。士官学校では、校長メフメド・エサド、オスマン・ヌーリらの薫陶を受け、同期生のアリ・フアト（ジェベソイ）、メフメド・アーリフ、サーリフ（ボゾク）、アフメド・フアト（ブルジャ）、一期先輩のアリ・フェトヒ（オクヤル）、一期後輩のヌーリ（ジョンケル）、キャーズム・カラベキル、キャーズム・「キョプリュリュ」（オザルプ）らと親交を深めた。1902年2月10日に同校を歩兵少尉として第8席の成績で卒業し、陸軍大学校に進むと1905年1月11日に同学を修了して参謀大尉に昇進（陸大57期第5席）、研修のためダマスカスの第5軍に配属された。士官学校在学中からアブデュルハミト2世の専制に反感を抱いており、ダマスカスで軍医ムスタファや陸大同期のリュトフィ・ミュフィトと共に設立した「祖国と自由」（トルコ語））のシンパになると、マケドニア支部を設立する際は軍に無断でサロニカに戻ったという。マケドニアでは1906年、青年将校や下級官吏が本拠をフランスのパリに置く統一と進歩協会（青年トルコ党）の現地支部を設立、これが「祖国と自由」を吸収する。
第3軍司令部から参謀本部付へ
ムスタファ・ケマル上級大尉（トルコ語）（1907年6月20日付昇進）は1907年10月13日に第3軍司令部に転属され、赴任地で「祖国と自由」サロニカ支部を吸収した「統一と進歩協会」（青年トルコ党の現地支部）に加入した。しかし同協会で実権を握ったのはタラートや、ジェマルであり、青年トルコ人革命（1908年）の成功でレスネのニヤーズィ・ベイやエンヴェル・ベイらが「自由の英雄」として名声を獲得していく。
ルメリア東部地区鉄道監察官（1908年6月22日付）を経て1909年1月13日に第3軍隷下のサロニカ予備師団参謀長に任命され、同年の3月31日事件が勃発すると、軍は第3軍（サロニカ）とアドリアノープル（現エディルネ）の第2軍から部隊を「行動軍」の名の下に編成し、帝都イスタンブール鎮圧に派遣した。ムスタファ・ケマルは第3軍所属の予備師団作戦課長として鎮圧部隊に連なり、11月5日に第3軍司令部に帰任する。同軍士官養成所勤務（翌1910年9月6日–11月1日）を経て再び第3軍司令部に戻った。統一と進歩協会第2回大会では、職業軍人による政治活動の禁止を再提議した。1911年1月15日、第5軍団司令部に配属され、第38歩兵連隊を経て、9月27日に参謀本部付となった。

### 伊土戦争
1911年9月29日にイタリアがリビアに侵攻したためトリポリタニアに赴くことになり、統一と進歩協会のイスマイル・エンヴェル・ベイ、アリ・フェトヒ・ベイ、オメル・ナージ・ベイ、アフメド・フアド・ベイ、メフメド・ヌーリ・ベイ、ヤークブ・ジェミル・ベイら志願者が同行する。1911年11月27日、船上で少佐に昇進したムスタファ・ケマルは、身分を新聞記者「ムスタファ・シェレフ」と名乗るとアレクサンドリア経由で陸路ベンガジに潜入する。12月18日、ベンガジ・デルネ地区東部の義勇部隊司令官に着任、翌年1月16日に左目を負傷し、1か月ほど治療を受けた後、3月11日にデルネ地区の司令官に任命されゲリラ戦を指揮した。

### バルカン戦争
第一次バルカン戦争の勃発によりリビアから呼び戻されたムスタファ・ケマルは、オーストリア＝ハンガリー帝国の首都ウィーンで目の治療を受けてから、11月24日にダーダネルス海峡地区に着任し混成部隊司令部の作戦課長を拝命、同部隊がボラユル軍団に再編された際も同職を続けた。軍団主力の第27師団（指揮官アリ・フェトヒ・ベイ）は1913年1月26日のボラユルの戦いで、ブルガリア勢の第7リラ歩兵師団（指揮官ゲオルギ・トドロフ将軍）の前に敗北した。大宰相府襲撃事件事件を契機にエンヴェル・ベイらが実権を握り、アドリアノープルは5月13日のロンドン条約調印によりブルガリア王国に割譲された。
第二次バルカン戦争では、ボラユル軍団とともにブルガリア軍に対して攻勢に出て、7月15日にケシャンを落とし、イプサラ（7月17日）、ウズンキョプリュ（7月18日）、7月21日にカラアーチに入りディメトカ（現ディディモティホ）を経由してアドリアノープルを奪還した。ムスタファ・ケマルは8月10日に街を離れ、10月27日にブルガリアの首都ソフィア駐在武官に任命された。ソフィアでは、陸軍大臣コヴァチェフの娘ディミトリナ・「ミティ」・コヴァチェヴァ（Димитрина "Мити" Ковачева / Dimitrina "Miti" Kovacheva）に近づいている。駐在武官としてセルビア首都ベオグラードとツェティニェの駐在も兼任する（翌1914年1月11日付）。

### 第一次世界大戦

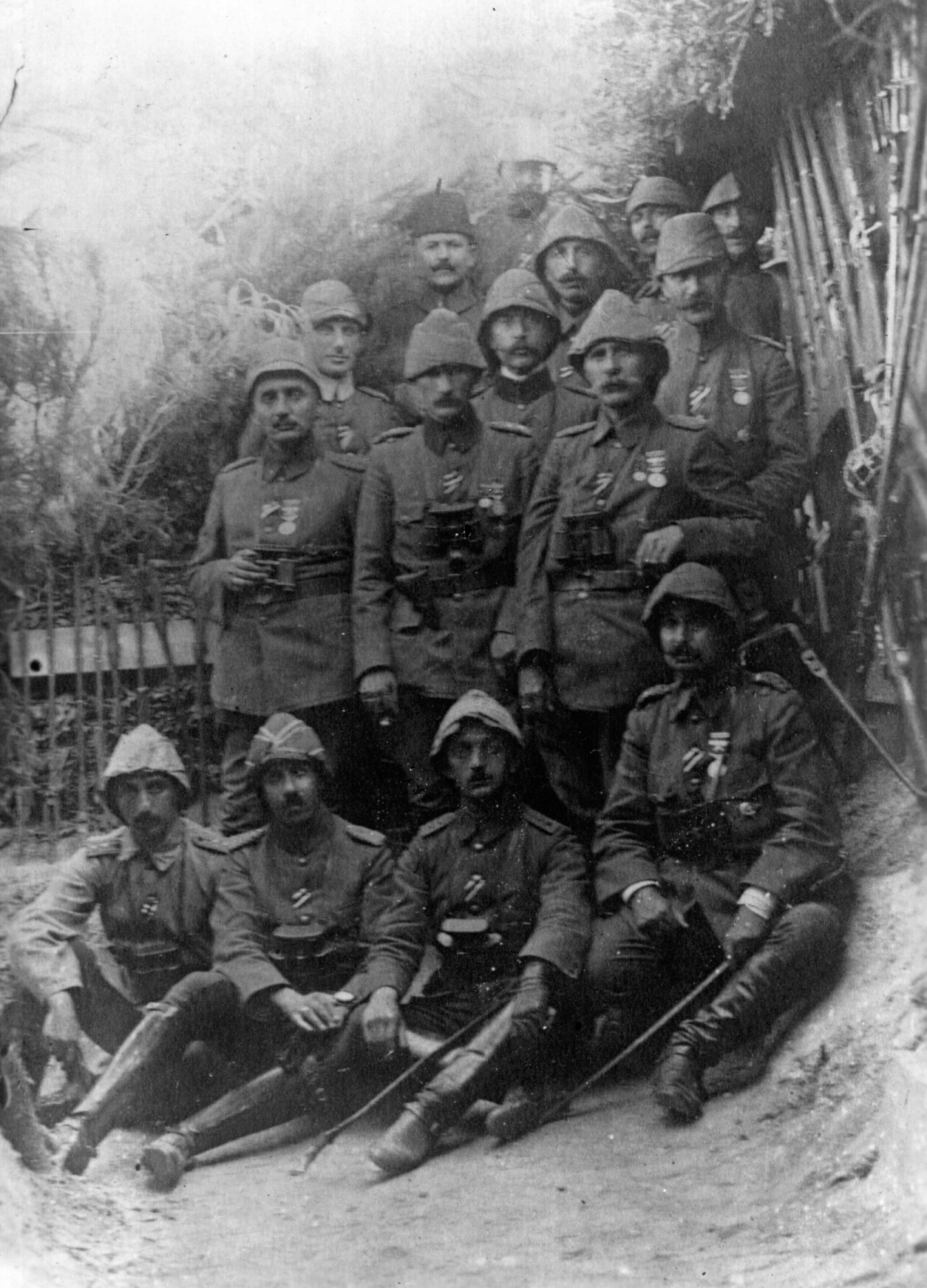
第3軍団司令官エサド・パシャとその幕僚たちと（ガリポリ戦線）

第一次世界大戦中の1915年1月20日付で第19師団長に任命されると、2月25日、第3軍団の予備兵力として指揮官エサド・パシャの下、ガリポリ半島のエジェアバド-セッデュルバヒル周辺に展開した。第19師団は3月23日、ダーダネルス要塞地区司令部司令官ジェヴァード・ベイの命令で、エジェアバドの後背地に予備兵力として置かれ、中央同盟国の中核であるドイツ帝国からオットー・リーマン・フォン・ザンデルスが招聘され第5軍が新設されると、その軍予備に組み込まれる。
1915年4月25日、英仏軍がガリポリ上陸作戦を敢行、ムスタファ・ケマル・ベイはオーストラリア・ニュージーランド軍団が上陸したアルブルヌ地区に急行して前進を食い止め、6月1日に大佐に昇進。1915年8月6日夜半、英軍増援の第9軍団がスヴラ湾に上陸、第5軍指揮官ザンデルス将軍は即時反撃を命じアナファルタラル地区にアフメド・フェヴズイ・ベイ司令官が率いるサロス集団を派遣するが手間取ったため、ムスタファ・ケマル・ベイは指揮権を委譲されて8月8日よりアナファルタラル集団の司令官として英軍の前進を食い止めると、外交官のルーシェン・エシュレフ・ユナイドゥン（Ruşen Eşref Ünaydın）らの賛辞を受けイスタンブールの報道機関は「アナファルタラルの英雄」と報じた。8月19日以降、第16軍団司令官も兼任した。
12月10日、アナファルタラル集団司令官を辞任、翌1916年1月27日付で第16軍団司令部に着任（エディルネ）するとディヤルバクルに転進し、ワン湖とチャパクチュル（現ビンギョル）との間の80キロメートルの戦線を受け持った。ガリポリ戦での軍功で加算された軍務期間により、同年3月19日には「ミールリヴァー」に昇進して「パシャ」の称号を得る。その後、8月7日にロシア帝国軍よりビトリスとムシュを一時的に奪還、年が明けて1917年3月7日に第2軍司令官代理となった後、属州のヒジャーズ遠征軍司令官就任を打診されるが固辞。7月5日付で第7軍司令官を拝命するが、ユルドゥルム軍集団司令官エーリッヒ・フォン・ファルケンハインと衝突して辞しイスタンブールに戻った。10月9日、再度、第2軍司令官着任の辞令が出され、赴任する前の11月7日、総司令部付になる。
1917年12月15日から翌年1月5日まで、皇太子ワフデッティン（のちのメフメト6世）の訪独に随行し親交を深めた。6月から7月にかけてウィーンとカールスバート（現カルロヴィ・ヴァリ）に療養のため滞在中にメフメト5世が亡くなり、8月2日にイスタンブールに帰国、8月7日付でザンデルス元帥の指揮するユルドゥルム軍集団隷下の第7軍司令官司令官を拝命し、パレスティナ・シリア戦線に派遣が決まると、スルタンに即位したメフメト6世から「スルタンの名誉副官」の称号を贈られた。1918年9月19日に英連邦軍のメギッド攻勢（ナブルスの敗北）が始まると9月20日に前線から電報を打ち、主席副官ナージ・ベイを介してメフメト6世に休戦を勧め、自らの陸軍大臣就任を願い出た。オスマン帝国軍はアレッポまで退却を余儀なくされて10月30日夕刻に休戦協定を調印し、第19条（翌31日正午発効）の規定に従ってドイツ人とオーストリア人は国外退去に処され、ユルドゥルム軍集団は退任したザンデルス元帥の後任にムスタファ・ケマルを司令官として仰ぐが、11月7日付で交代となる。

### トルコ共和国の建国

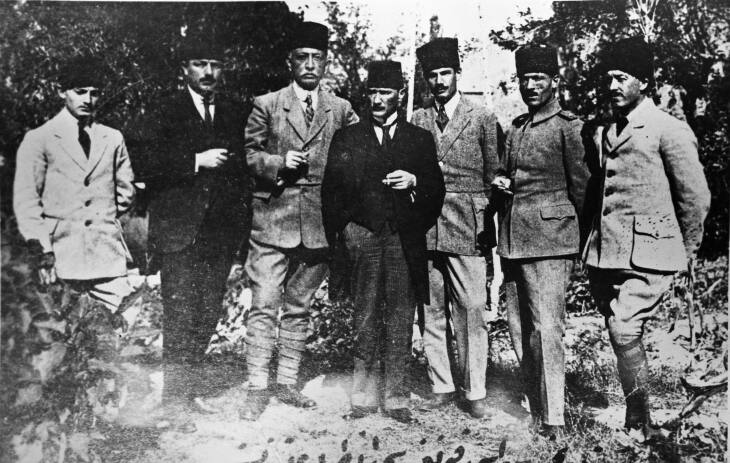
スィワス会議前後の写真。左から右へ：ムザッフェル、ラウフ、ベキル・サーミ、ムスタファ・ケマル、ルーシェン・エシュレフ、ジェミル・ジャヒド、ジェヴァート・アッバス。

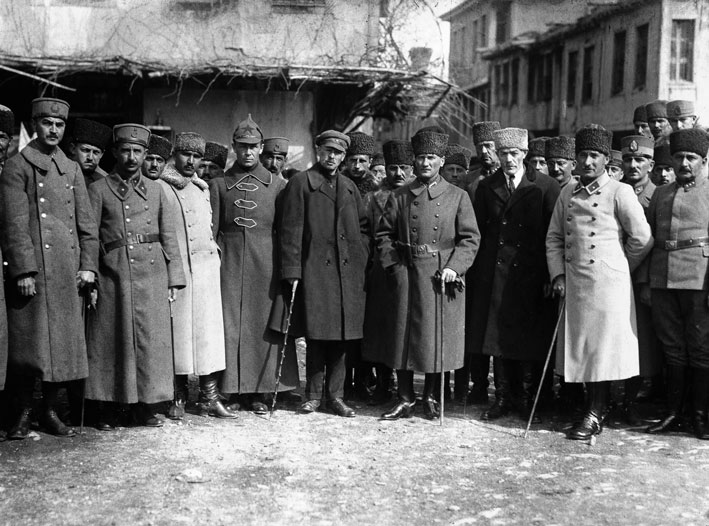
チャイ訪問。左から右へ：アースム、イスメト、不明、ツヴォナレフ、セミョーン・アラロフ、ムスタファ・ケマル、イブラヒム・アビロフ、アリ・イフサン（1922年3月31日）。

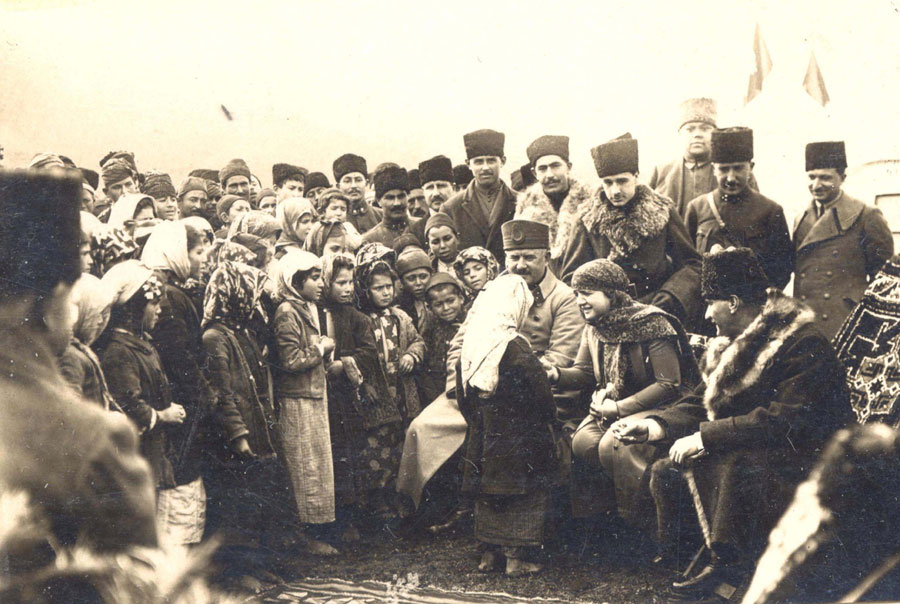
キャーズム・カラベキル、ラティーフェ、ムスタファ・ケマル（1923年2月8日、エドレミト）。

1918年11月13日、イスタンブールのハイダルパシャ駅に帰り着いたムスタファ・ケマルは、海上を封鎖する戦勝国艦船を目の当たりにした。1919年4月、シェヴケト・トゥルグート・パシャ、ジェヴァート・パシャ、ムスタファ・フェヴズィ・パシャは秘密裏に会談を持つと「三人の誓約」（Üçler Misâkı）と呼ばれる報告書を作り、国土防衛のため軍監察官区の創設を決定した。4月末、ムスタファ・フェヴズィは国防大臣シャーキル・パシャに同報告書を提出し、参謀総長の承諾を経て国防省とメフメト6世は4月30日付でこれを承認した。第1軍監察官としてムスタファ・フェヴズィ・パシャが（イスタンブール）、ユルドゥルム軍監察官（コンヤ）としてメルスィンリ・ジェマル・パシャ（後の第2軍監察官）、第9軍監察官（エルズルム）ムスタファ・ケマル・パシャ（後の第3軍監察官）、ルーメリ軍監察官としてヌーレッディン・パシャをそれぞれ派遣する。合わせて第13軍団を国防省直属に移す計画に従い、ムスタファ・ケマル・パシャの東部アナトリア派遣が決まり、5月15日にユルドゥズ宮殿に伺候してメフメト6世と最後の会見を得て、翌日、貨客船「バンドゥルマ」で出航しサムスンに上陸した（5月19日）。ムスタファ・ケマルはアナトリア東部のエルズルムからスィヴァスに進みながら、アナトリア各地に分散していた帝国軍の司令官たちに加え、旧統一と進歩委員会の有力者たちを招集して、オスマン帝国領の不分割を求める宣言をまとめ上げ、また「アナトリア権利擁護委員会」を結成して抵抗運動の組織化を実現する。
1920年3月16日、抵抗運動の盛り上がりに驚いた連合軍は首都イスタンブールを占領し、脱出したオスマン帝国議会議員たちはアナトリア内陸部で権利擁護委員会のもとに合同して、大国民議会をアンカラで開いた（後のトルコ共和国首都）。彼らはオスマン帝国が解散させた議会に代わって国家を代表する政府と自認し、ムスタファ・ケマルを議長に選出し、トルコ大国民議会政府（アンカラ政府）を結成した。ムスタファ・ケマルはアンカラ政府内で自身に対する反対者を着々と排除して権威を確立しつつ、占領反対運動をより先鋭的な革命政権へとまとめ上げていった。また、モスクワ条約を結んで政敵エンヴェル・ベイを支援するソビエト連邦の同盟国になる一方で、共産主義者の勢力伸長を警戒し、自政権内に傀儡の公式トルコ共産党を設け、部下のイノニュらを参加させた。

この頃、アンカラ政府が支配地域を拡大するアナトリア東部に対し、西方からはギリシャ軍がアンカラに迫っていた。ムスタファ・ケマルは自ら軍を率いてギリシャ軍をサカリヤ川の戦いで撃退し、その後、攻勢に転じたアンカラ政府のトルコ軍は、1922年9月には地中海沿岸の大商業都市イズミルをギリシャから奪還した。著名な指令は、このときに発せられたものである。
全軍に告ぐ、諸君の最初の目標は地中海だ、前進せよ（Ordular, ilk hedefiniz Akdeniz'dir. İleri!）—この文に続く発言は検閲対象のため不明。
アンカラ政府は反転攻勢の成功により、連合国に実力を認めさせ、相手に有利な条件で休戦交渉にこぎつける。同年10月、連合国はローザンヌ講和会議にアンカラ政府とともにイスタンブールのオスマン帝国政府を招聘したが、ムスタファ・ケマルはこれを機に帝国政府を廃してトルコ国家の二重政府を解消、アンカラ政府に一元化しようと図り、11月1日に大国民議会にスルタン制廃止を決議させた。「スルタン＝カリフ」の聖俗一致を改めさせて世俗権力である「スルタン」の地位を廃し、一旦は大国民議会にアブデュルメジト2世を象徴的なカリフに選出させておき（11月19日）、インドのムスリムから届いた手紙を「政治行為」の証拠として糾弾、オスマン皇族を全て国外退去させた。翌1923年には総選挙を実施して議会の多数を自派で固め、10月29日に共和制を宣言、自らトルコ共和国初代大統領に就任した。

### 大統領時代

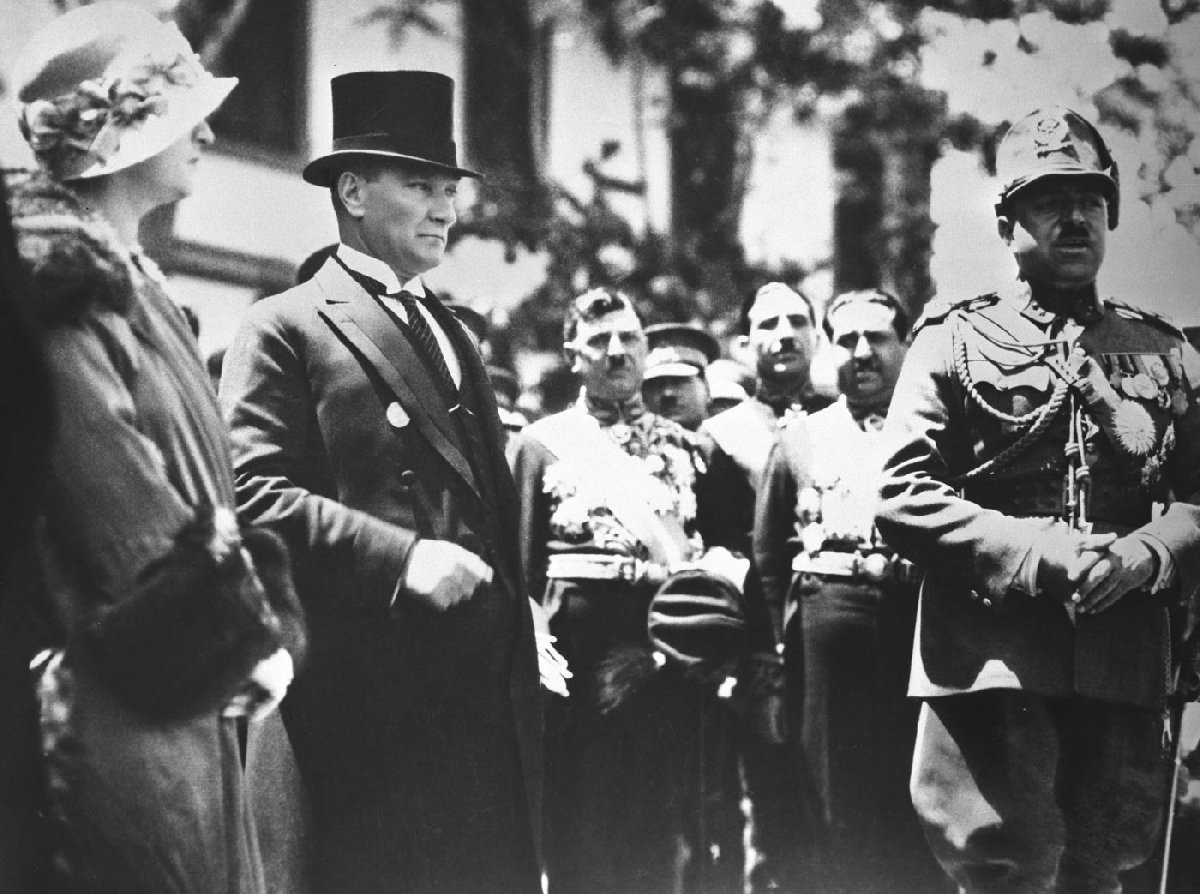
アフガニスタン国王アマーヌッラー・ハーンとムスタファ・ケマル・アタテュルク（アンカラ、1928年）。

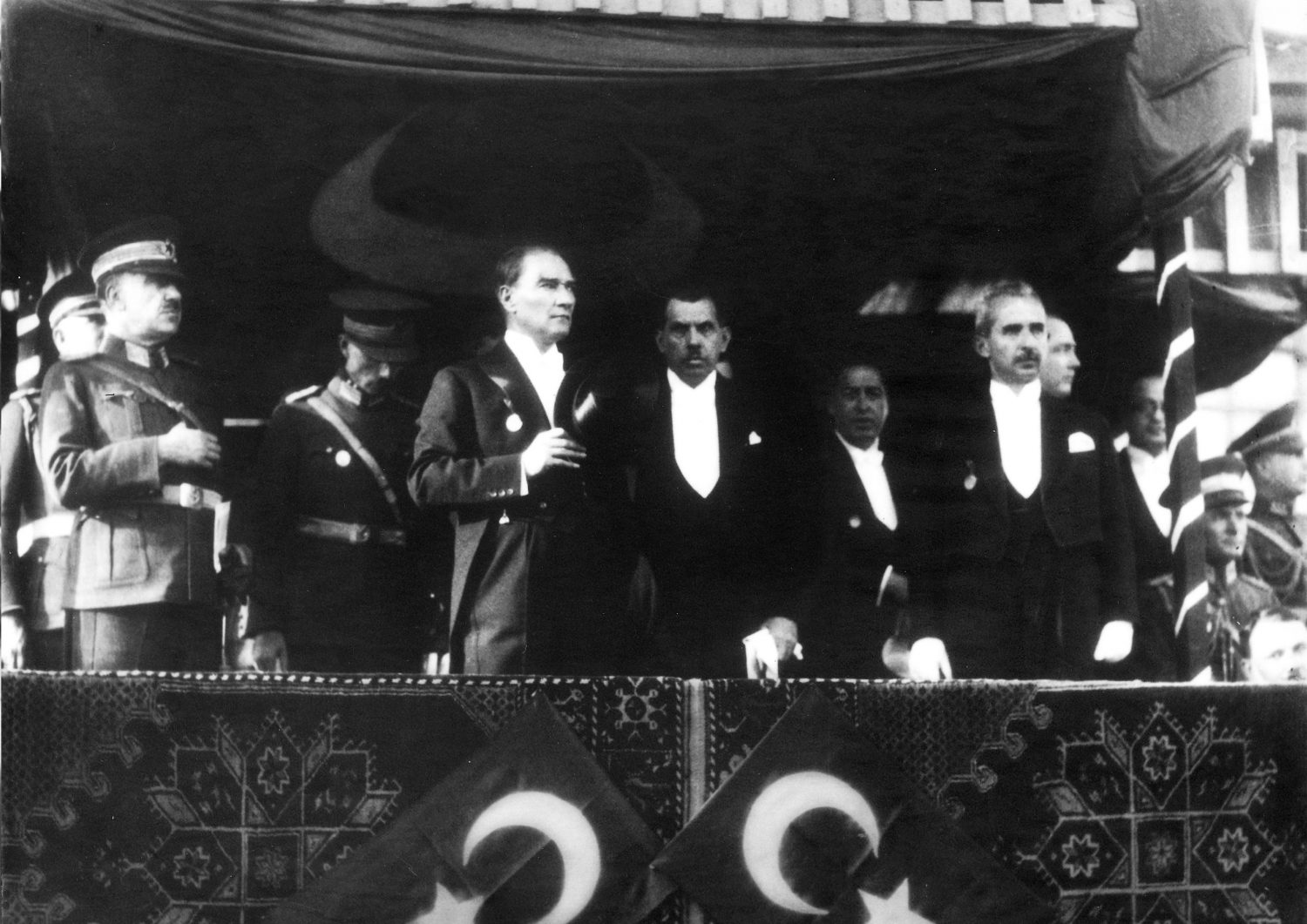
共和国建国10周年記念式典。左から右へ：フェヴズィ、ムスタファ・ケマル、キャーズム、イスメト。

1924年、ムスタファ・ケマルは議会にカリフ制の廃止を決議させ、新憲法を採択させてオスマン帝国末期から徐々に進められていた脱イスラム国家化の動きを一気に押し進めた。同年、共和国政府はメドレセ（宗教学校）やシャリーア法廷を閉鎖、1925年には神秘主義教団の道場を閉鎖して宗教勢力の一掃を図った。そして宗教的な裁判所を廃止して代わりに民事裁判所を設置した。同年国民議会で政教分離法を制定した。
ただし、1933年代には、トルコで最初のトルコ語で表記されたモスクがイスタンブールで設立が許されている。

### 政治
1921年、23か条からなるトルコの憲法を制定した。1923年にはその憲法を改正して国民主権を明記した。しかし最終的には翌年に全く新しい憲法を制定した。また、トルコ大国民議会で選挙で議員が選ばれるようになった。議会は一院制で比例代表制が導入された。同年、アンカラに遷都した。
1923年、ケマルは部下のイスメトイノニュにトルコで初めて組閣させた。イノニュ政権は一年続き、翌年に今度はフェトヒオクヤルに組閣させたが最終的には1925年にイノニュに組閣をさせ、1937年にジェラルバヤルに組閣させるまで続いた。
当初、ムスタファ・ケマルは穏健野党の育成を図る試みも行っていたが、1925年前後、野党進歩共和党による改革への抵抗、東アナトリアにおける宗教指導者シェイフ・サイードの反乱など、反ムスタファ・ケマル改革の動きが起こったことを受けて方針を改め、1926年には大統領暗殺未遂事件発覚を機に反対派を一斉に逮捕、政界から追放した。翌日、ムスタファ・ケマルは議会で6時間にも及ぶ大演説を行い、その最後に「私がトルコだ！」と言い放った。これにより、ムスタファ・ケマルは自身が党首を務める共和人民党による議会の一党独裁が成立した。ただし1930年には自由共和党が結成を許されている。しかしイスラム過激派が内部にいたため、党首フェトヒ・オクヤルは自主的に解散した。
この頃、イスラム過激派が台頭してきており、軍の第二中尉のムスタファ・フェフミクブラヒが保守派の蜂起で暗殺されている。

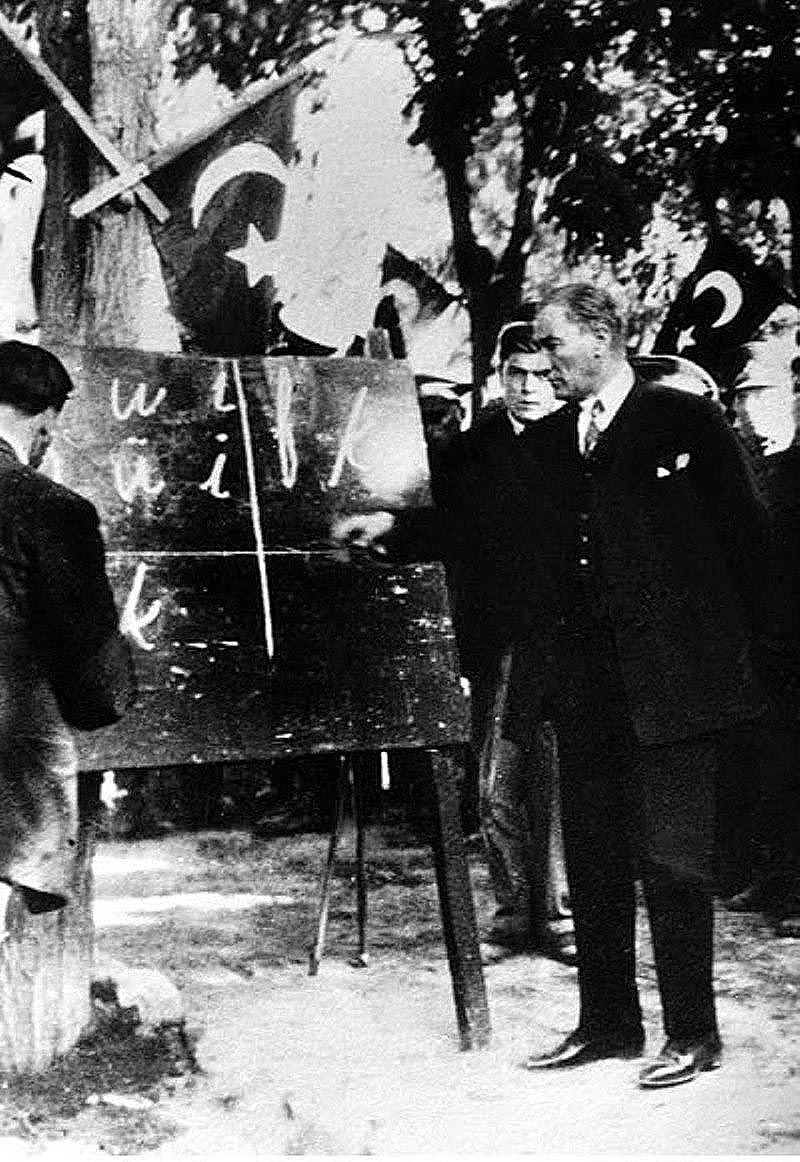
ラテン文字の読み書きを自ら教える「教頭」(Başöğretmen) ムスタファ・ケマル大統領

### 民族主義政策
これ以降、独裁的な指導力を握ったムスタファ・ケマルは、大胆な民族主義政策を断行した。1928年、イスラム教を国教と定める条文を憲法から削除し、トルコ語の表記についてもトルコ語と相性の良くないアラビア文字を廃止してラテン文字に改める文字改革を断行。さらにはトルコ語におけるアラビア語などに由来する単語を、古語から由来したものに置き換え（「トルコ語#歴史と言語純化運動」参照）、政治、社会、文化の改革を押し進めた。
ローザンヌ条約締結後、ギリシャとトルコの住民交換を行なって国内のトルコ人比率を高め、さらに各地にあるアルメニア語、クルド語、ギリシャ語、ブルガリア語などに由来する地名をトルコ風に改めるなどした。
1936年に三日月型のトルコの国旗とトルコ国歌を制定した。
その他にはかつて学校で教えられていたペルシャ語やアラビア語のコースを廃止して、トルコ語を学習もしくは専攻するコースを設置した。
文化面では、1931年、私財を投じてトルコ歴史協会、その後、トルコ言語協会をアンカラに設立した。

### 教育政策

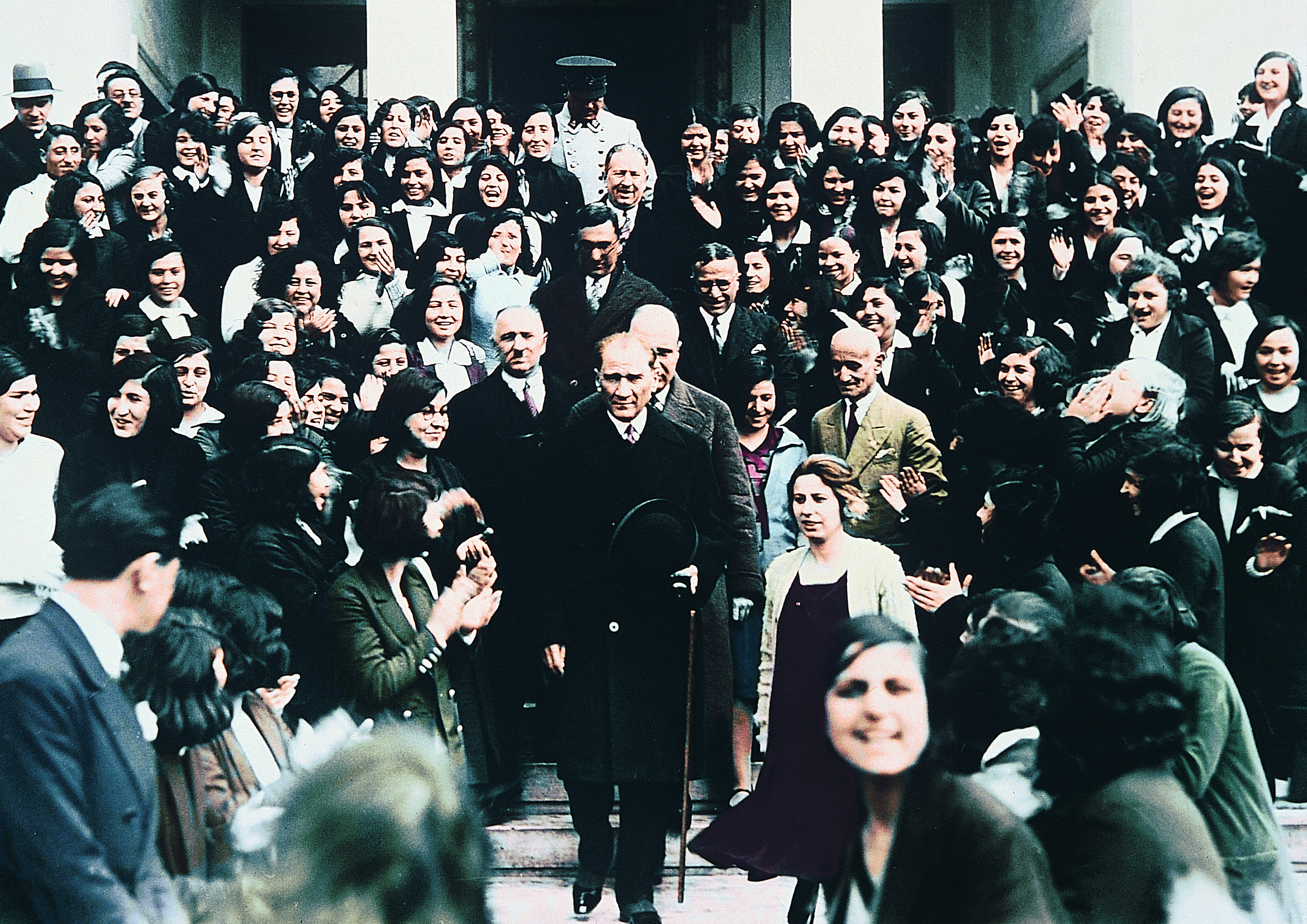
1931年2月1日、イズミル女子高校を訪問するアタテュルク。1933年5月31日の大学法によるイスタンブール大学の改組後、トルコ政府はトルコ国内のアカデミー、カレッジ、大学に男女共学教育を導入。

トルコ政府は識字率向上のため義務教育を提供する学校を急速に作った。
1924年に教員組合法で教育の理念を示し、同年、宗教的な学校を廃止した。1925年にアンカラ法学校を、1928年には工学専門学校を、1932年にイスタンブール大学を開校した。
1928年にトルコ教育協会を設立した。さらにケマルは男女共学を推し進めた。

### 宗教政策
ケマルはイマームの新しい機関を作り、そこの役人を政府が任命するなどした。
1924年、共和国政府は宗教局を設置した。宗教局ではイスラム教の理念、信仰、倫理に関する啓蒙活動のために設置された。さらに宗教問題についても監視しており、そうすることでトルコ共和国の世俗的なアイデンティティに異を唱えさせないようにした。

### 経済政策

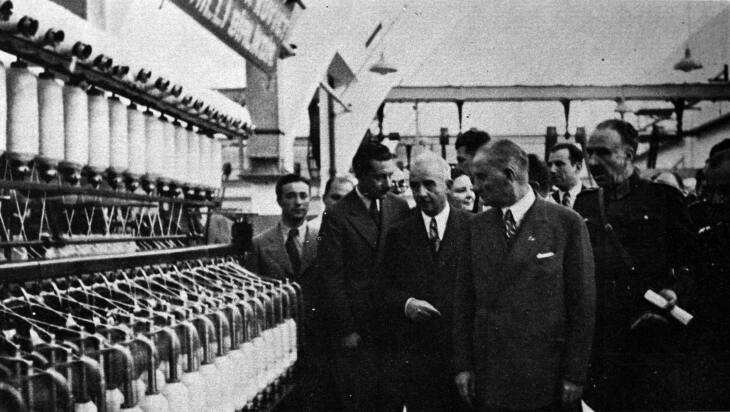
アタテュルクは世界経済危機の後、「スメルバンク」のような大規模な国家補助による産業複合体をますます支援するようになった。

経済面では「大きな政府」を推し進め、市場経済に積極的に介入した。1925年に繊維工場を設立、1926年には鉄鋼国有法と石油国有法が議会で可決されている。2年後には貿易法を作り、貿易関係の整備をした。世界恐慌後、1930年にトルコ中央銀行を設立、3年後にはシュメル銀行とハルク銀行を設立した。また、海外から支援を受け、ソ連のヨシフ・スターリンが1932年に巨額の融資と経済顧問団を派遣、1934年5月からトルコも五カ年計画を導入する。この頃のトルコは土地の7割を国家が所有していた。さらに商業銀行のイシュ銀行を設立した。1937年にはナジルリ衣服工場を設立するなど国家主導の政策をしていた。同年、第二次五か年計画を実施し始めた。
1924年に農業畜産局を設立し近代的な農業政策を推進した。
ただしケマルは晩年には経済の自由化着手を始めた。

### 福祉政策
1925年に最初の医療学会を設立した後、1937年には医療機関設立法を制定、アンカラに医療機関を設置した。1936年に労働法を制定した。これらがトルコの社会保障政策の第一歩となった。

### 先進的女性政策・イスラム諸国初の女性参政権
スイスを見本にした民法を1926年に制定しており、この新民法で女性の権利が大幅に拡張された。さらにアタテュルクはイスラム教的な制度である一夫多妻も禁止している。
1929年代にトルコで初めて女性が裁判官に就任し、30年代には女性が立候補・投票できる地方自治法を制定。女性が外科医になったり、外務省に勤務したりするなどの女性政策を推進した。
1934年には、トルコ大国民議会への女性参政権を実現した。

### 欧化政策

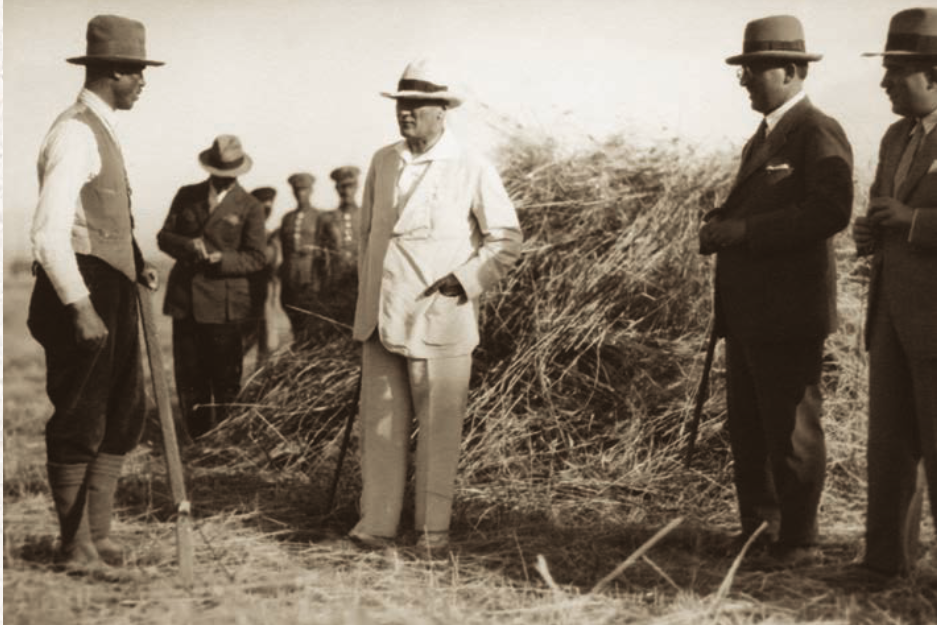
アタテュルクがアンカラの農業機械化過程の「森林農場」を視察し、モデルとして取り上げられる（1929年）

男性の帽子で宗教的とみなされていたターバンやフェズ は着用を禁止（女性のヴェール着用は禁じられなかったが、極めて好ましくないものとされた）された。スイス民法をほとんど直訳した新民法の採用、イタリアをモデルにした刑法の制定をするなど、国民の私生活の西欧化も進められた。1934年には創姓法が施行されて、西欧諸国にならって国民全員が姓を持つよう義務付けられた。これにより、「ベイ」「エフェンディ」「パシャ」「スルタン」「ハヌム」などの称号は廃止された。「父なるトルコ人」を意味するアタテュルクは、このときムスタファ・ケマルに対して大国民議会から贈られた姓である。
1925年に太陰暦の使用をやめ、国際的に使われている太陽暦へ移行した。28年にはアラブ風の長さと重さの測定法を廃止してメートル法を導入した。
1926年、人口調査のための中央統計局がアンカラに設立され、翌年、人口調査が行われた。調査の結果、トルコ共和国の総人口は約3500万人であった。1930年に中央統計局は総統計局に改称され、これ以降5年ごとに人口調査を行い、10年ごとに農業や産業に関する調査が行われるようになった。

### クルド人の反乱
建国初期とケマルの晩年の2回にわたってクルド人の大規模な反乱が起きており、1925年にシェイフサイードの乱が、1937年にデルシムの乱が起きて、鎮圧に一年近くかかった。

### 外交政策

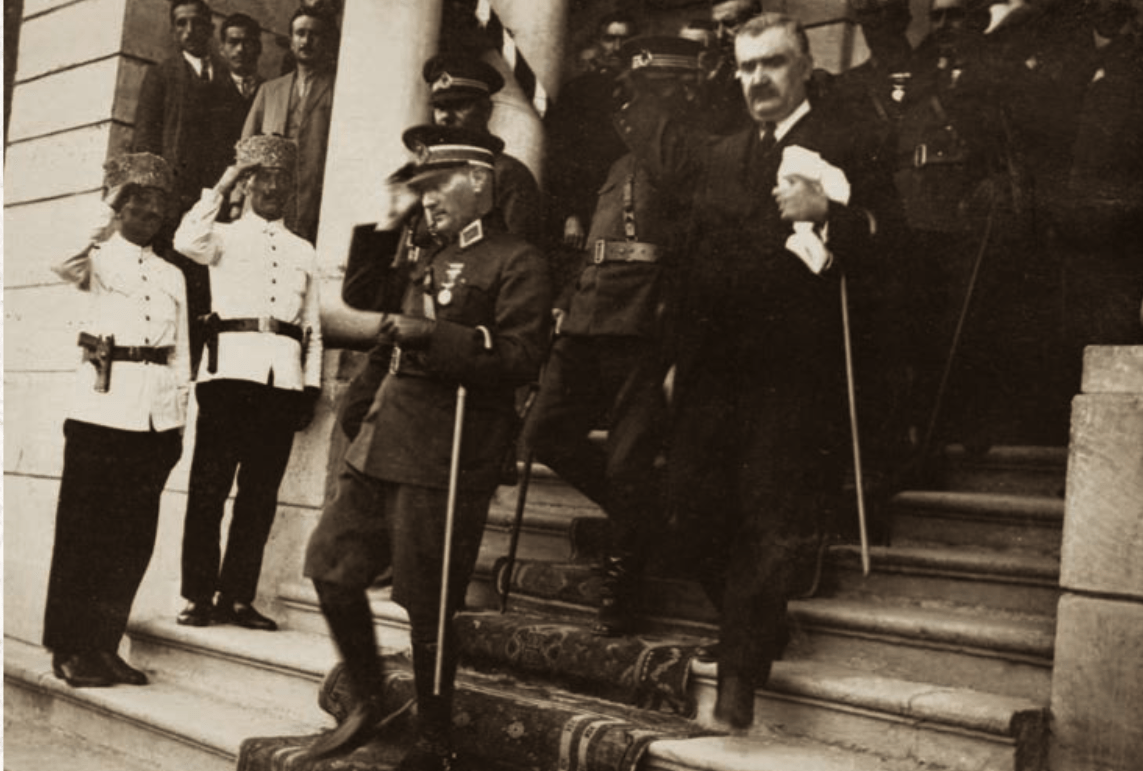
モスル問題の頃のアタテュルク、1925年

アタチュルクの外交政策は、彼のモットーの、「国内の平和、世界の平和（Yurtta sulh, cihanda sulh）」に従い、平和に関する認識は近代化計画に結びついていた。アタチュルクの政策の結果、新共和国によって確立された議会の力に依存していた。トルコ独立戦争は、アタチュルクが他国との交渉に軍事力を使った最後の戦争であり、外交問題は、平和的な方法で解決しようとした。
まず、第一次世界大戦の頃から続いていたモスル問題は、モスル州の支配をめぐるイギリスとの紛争であり、新共和国の最初の外交問題の1つであった。イギリスのメソポタミア方面作戦の間、ウィリアム・マーシャル中将はイギリス陸軍省の指示に従い、ムドロス休戦協定の署名(1918年10月30日)の3日後にモスルを占領した。1920年、「トルコの土地」を統合について議会は、モスル州は歴史的なトルコの一部であると宣言した。このころのイギリスはモスル問題で不安定な状況にあり、反英反乱がおきており、これは1920年の夏にイギリス空軍イラク司令部によって鎮圧された。イギリスからしてみたら、もしアタチュルクがトルコを安定させれば、彼はモスルに介入、あるいはメソポタミアに侵入し、そこで現地民が彼に呼応してしまい、それに連鎖して英領インドでもムスリムが反乱を起こす可能性もあった。
1924年、国際連盟の3人の査察官が状況を監督するためにモスルに派遣されたが、シェイク・サイードの反乱(1924年-1927年)が起き、トルコとメソポタミアとのつながりを断ち切る新政府の樹立に着手した。この時、トルコは反乱軍とイギリスとの関係が調査しており、実際反乱軍が鎮圧されそうになると、イギリスに支援を求めていた。
1925年、国際連盟はシェイク・サイードの反乱が勃発している間にモスル問題を解決するための委員会を結成した。北部辺境(現在のイラク北部)で不確実性が続いていることもあって、委員会は、英国がメソポタミアの英国委任統治を保持し、国境を画定させることを勧告した。1925年3月末までに、必要な部隊の移動が完了し、シェイク・サイードの反乱の全域が包囲された。これらの策略の結果、反乱は鎮圧された。イギリス、イラク、アタチュルクは1926年6月5日に条約を結び、そのほとんどは連盟の委員会の決定に従った。

#### ソ連との関係
1920年4月26日のウラジーミル・レーニンへのメッセージで、ボリシェヴィキの指導者にアタテュルクは、彼の軍事作戦をボリシェヴィキの「帝国主義政府との戦い」と共闘することを約束し、彼の軍隊への「応急処置として」資金と武器を要求した。1920年だけでも、レーニン政権はトルコ政府に対し、6,000丁のライフル、500万発以上のライフル実包、17,600発の発射体、200.6kgの金地金を供給した。その後の2年間で援助の量は増加した。
1921年3月、トルコはソビエト・ロシアとモスクワ条約に署名し、これはトルコ政府にとって大きな外交的突破口となった。モスクワ条約とそれに続く同年10月のカルス条約は、北東部の国境を平和的に解決させた。
両国の関係は友好的であったが、これは共通の敵である英国や西欧諸国と対立していたという背景があった。1920年、アタテュルクは国が指導するトルコ共産党を利用して、国内での共産主義思想の広がりを未然に防ぎ、コミンテルンの資金援助をしてもらうという考えがあった。
ソ連との関係にもかかわらず、アタチュルクはトルコに共産主義を採用する気はなかった。「ロシアとの友情は、トルコに共産主義という彼らのイデオロギーを採用することではない」と彼は言った。さらに、アタチュルクは「共産主義は社会問題である。わが国の社会状況、宗教、民族の伝統は、ロシアの共産主義がトルコには適用できないという評価を裏付けている。」とも言った。1924年11月1日の演説では「我々の友好国ソビエト・ロシア共和国との友好的な関係は日々発展し、進歩している。これまでのように、我が共和国政府は、ソビエトロシアとの真正かつ広範な良好な関係を、我々の外交政策の要とみなしている」と述べた。
トルコは1925年12月17日に、ソ連と不可侵条約を締結した。1935年、条約はさらに10年延長された。
1933年には、ソ連のヴォロシーロフ国防相がトルコを訪問し、共和国10周年記念式典に出席した。アタチュルクは、その場でトルコ、ギリシャ、ルーマニア、ユーゴスラビア、ブルガリアを経済的に統一するバルカン連邦の計画の実現に関する構想を説明した。1930年代後半、アタチュルクはイギリスや他の西側の主要大国とより緊密な関係を確立しようとしたが、それはソ連側に不快感を与えた。アタチュルクの統治末期の政策を明白に批判し、彼の国内政策を「反人民主義」と呼び、彼の対外路線を「帝国主義列強」との和解を目的としたと批判した。

#### ギリシャとの関係
戦後のギリシャの首相エレフテリオス・ヴェニゼロスは、トルコと正常な関係を確立することを決意していた。両国は戦争をしていたため、両国民の間の感情は敏感な問題であったが、ヴェニゼロスとアタチュルクは希土両国の和解を進めた。そしてギリシャはトルコ領土に対するすべての領有権を放棄し、両国は1930年4月30日に国境の協定を締結した。10月には、ヴェニゼロスはトルコを訪問し、友好条約に署名した。ヴェニゼロスは1934年のノーベル平和賞にアタテュルクを推薦した。ヴェニゼロスが権力の座から転落した後も、希土関係は友好的な関係を維持しており、ヴェニゼロスの後継者パナギス・ツァルダリスは1933年9月にトルコを訪れ、バルカン協定の足がかりとなったギリシャとトルコの間の包括的な協定に署名した。

#### アフガニスタンとの関係
アフガニスタンは1919年以来、アマヌラ・カーンの下で改革期の真っ只中にあった。アフガニスタンの外務大臣マフムード・タルジは、アタチュルクの国内政策の信奉者であった。タルジはアマヌラ・カーンに社会・政治改革を奨励したが、改革は強い政府の上に築かれるべきだと確信していた。1920年代後半、イギリスとアフガニスタンの関係は、アフガニスタンとソ連の友好関係に対してイギリスが懸念したことによって悪化したが、1928年5月20日、アマヌラ・カーンと妻のソラヤ・タルジがイスタンブールを訪れてアタチュルクに迎えられたとき、トルコ政府の協力によってイギリスとアフガニスタンの関係は改善に向かった。この会合に続いて、1928年5月22日にトルコ・アフガニスタン友好協力協定が締結された。アタチュルクはアフガニスタンの国際機関への参加を支持した。1934年、アフガニスタンが国際連盟に加盟し、国際社会との関係は著しく改善した。

#### イランとの関係

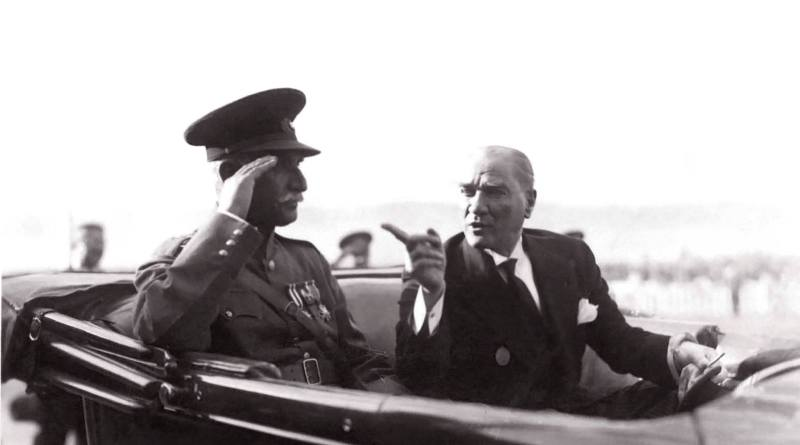
レザー・シャーとケマル・アタテュルクは1934年、レザー・シャーは当初、アタテュルクがトルコで行ったように共和制を宣言することを計画していたが、イギリスと聖職者の反対に直面し、その考えを放棄した。

アタチュルクとイランの指導者レザー・シャーは、イギリス帝国主義とその国における影響力に関して共通の姿勢をとっており、その結果、アンカラとテヘランの間の安定した関係がもたらされた。両国政府はトルコ独立戦争中に外交使節団と友好の言葉を互いに送っており、この時期のアンカラ政府の政策は、イランの独立と領土保全を保障させるために道徳的支援を与えることであった。その一方で両国の関係はカリフ制の廃止後に緊張した。イランのシーア派聖職者はアタチュルクの立場を受け入れず、イラン聖職者はアタチュルクの改革の背後にある本当の動機が聖職者の力を弱体化させることであると認識していた。しかし、ソ連とイギリスが中東における影響力を強化するにつれて、アタチュルクはこれらのヨーロッパ列強による多民族社会としてのイランの占領と解体を恐れた。アタチュルク同様、レザー・シャーもイランの国境を維持したいと考えており、1934年、シャーはイスタンブールを訪問した。
1935年、後にサーダバード条約となる条約の草案がジュネーブで起草されたが、イランとイラクの国境紛争のために署名が遅れた。1937年7月8日、トルコ、イラク、イラン、アフガニスタンはテヘランでサーダバード協定に署名した。署名国は、共通の国境を維持し、共通の利益となるすべての問題について協議し、互いの領土に対する侵略をしないことに合意した。この条約は、アフガニスタン国王ザヒル・シャーの東洋・中東協力の拡大の呼びかけ、イランをソ連とイギリスの影響から脱するためにトルコとの関係を良好にするという目的、そして地域の安定を確保するというアタチュルクの外交政策を結びつけた。

#### その他の国々との関係

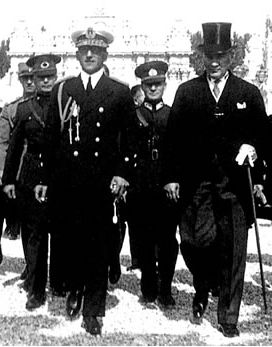
ユーゴスラビア国王アレクサンドル1世とトップハットをかぶったアタテュルク、1933年

1930年代初頭までに、トルコは西洋との中立的な外交政策に従い、友好的かつ中立的な合意を発展させた。これらの二国間協定は、アタチュルクの世界観と一致していた。1925年末までに、トルコは西洋諸国と15の共同協定に署名した。
1930年代初頭、世界政治の変化と発展により、トルコは安全保障を改善するために多国間協定を結ぶ必要があった。アタチュルクは、平等の原則に基づくバルカン半島の諸国間の緊密な協力がヨーロッパの政治に重要な影響を与えると強く信じていた。これらの国々は何世紀にもわたってオスマン帝国に支配されていた。1934年2月9日、トルコ、ギリシャ、ルーマニア、ユーゴスラビアの間でバルカン協定が署名された。ヨーロッパにおけるいくつかの重要な進展は、トルコ-ギリシャ間の関係の改善やブルガリア-ユーゴスラビア間の和解など、元のアイデアの実現を助けた。1930年代半ば以降、トルコの外交政策が推進された最も重要な要因は、イタリアに対する恐怖であった。当時のイタリアの首相ベニート・ムッソリーニは、地中海全体をイタリアの支配下に置くという野心を抱いていた。トルコとバルカン諸国は、イタリアの野心に脅かされていると感じていた。
バルカン協定は、ブルガリアやアルバニアなどの他のバルカン諸国からの攻撃に対する署名国の領土保全と政治的独立を保証することを意図していた。それは、ムッソリーニ率いるイタリアの攻撃的な外交政策と、ブルガリアがナチスドイツと潜在的に連携することの影響に対抗した。アタチュルクはバルカン協定をトルコとヨーロッパ諸国との関係におけるバランスのとれたものと考えており、特にトルコ西部のヨーロッパに安全保障と同盟の地域を設立することを切望しており、バルカン協定によって実現した。
バルカン協定は、定期的な軍事的および外交的協議を規定しており、この協定には具体的な軍事的約束は含まれていなかったが、南東ヨーロッパにおける自由世界の地位を強化するための重要な前進とみなされた。この合意の重要性は、アタチュルクがギリシャのイオアニス・メタクサス首相に送ったメッセージに最もよく表れていた。
バルカン条約における同盟国の国境は、一つの国境である。この国境を欲する者は、太陽の灼熱の光に出くわするだろう。私はこれを避けることを勧める。わが国境を守る勢力は、切っても切れない一つの力なのだ。
バルカン協定は2月28日に署名され、ギリシャとユーゴスラビアの議会は数日後に協定を批准した。全会一致で批准されたバルカン協定は1935年5月18日に正式に採択され、1940年まで続いた。

### 主権の回復

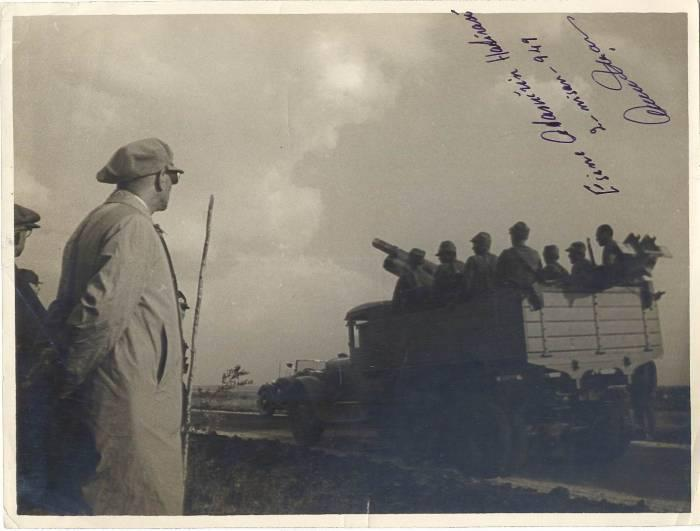
軍事演習中の兵士を観察するアタテュルク（1936年5月28日）

ローザンヌ条約（1923年）ではオスマン時代に締結された不平等条約を撤廃させ、1936年にモントルー条約でボスポラス海峡とダーダネルス海峡の主権を回復した。

### 死去
1938年11月10日、イスタンブール滞在中、執務室のあったドルマバフチェ宮殿で死亡した。死因は肝硬変と診断され、激務と過度の飲酒が原因とされている。ムスタファ・ケマルは、生前、医者に「肝硬変はラクのためではない」と診断書を書かせようとしたが、純エタノールにして毎晩500ミリリットルは呑んでいたと言われ、明らかに死因の一部である。
ケマル・アタテュルクは死に至るまで一党独裁制のもとで強力な大統領として君臨したが、彼自身は一党独裁制の限界を理解しており、将来的に多党制へと軟着陸することを望んでいたとされる。また、彼の死後には次節で述べるようにケマル・アタテュルクの神格化が進むが、生前の彼は個人崇拝を嫌っていたという。
ケマル・アタテュルクの死後、大統領に就任したイスメト・イノニュは強引さとカリスマ性こそアタテュルクに劣るものの、第二次世界大戦を終戦直前まで中立を保ってトルコを実際の戦火に巻き込まずに乗り切り、その手腕と功績は高く評価されている。しかし国内の改革を並行して推し進めることは叶わず、内政面の改革と再発展は大戦後まで持ち越される。

## ケマル主義

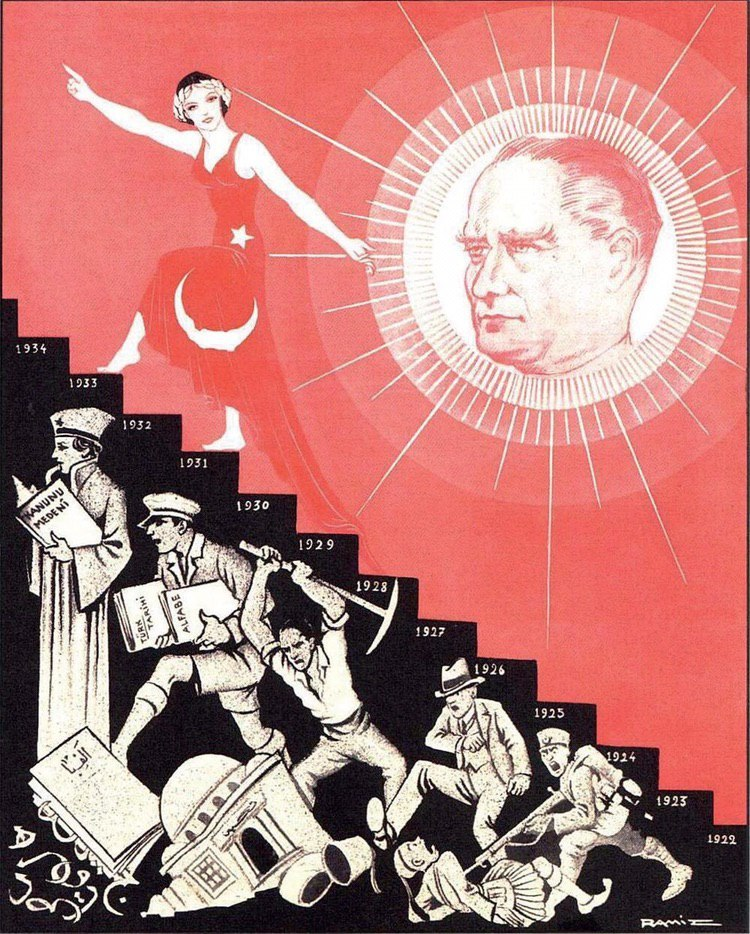
右からトルコ革命を説明するプロパガンダ・ポスター： ギリシャ占領に対する勝利、帽子の改革、宗教カルトの廃止、アルファベットの改革、トルコ民法典。

ムスタファ・ケマル・アタテュルクは、世俗主義、民族主義、共和主義などを柱とするトルコ共和国の基本路線を敷いた。一党独裁を築き上げ、反対派を徹底的に排除して強硬に改革を推進したアタテュルクと、その後継者となったイスメト・イノニュも他国の独裁政権と比較すれば、政変なく政権を守り通すことに成功した。結果として、トルコは独裁政権下にありながら全体として国家の安定に成功した例となり、「成功した（正しい）独裁者」ムスタファ・ケマルはその死後も現在に至るまで国父としてトルコ国民の深い敬愛を受けつづけている。救国の英雄、近代国家の樹立者としてのムスタファ・ケマル評価はトルコではあたりまえのものになっている。1926年の議会にて「私がトルコだ！」と言い放った逸話が示すように、ムスタファ・ケマルの頭にはトルコしかなかった。ムスタファ・ケマルの口癖の一つは「我々はトルコ人以外の何ものでもない」で、その遺体が一時置かれていたアンカラの民俗博物館の石版には「我が肉体は滅びるとも、トルコ共和国は永遠なるべし」と刻まれている。
ムスタファ・ケマルがトルコ革命の一連の改革において示したトルコ共和国の政治路線は「ケマル主義（ケマリズム）」「アタテュルク主義」と呼ばれ、ムスタファ・ケマルに対する個人崇拝と結びついて現代トルコの政治思想における重要な潮流となっている。もっとも、ケマル主義の信奉者を主張する人々の中には左派的・脱イスラム的な世俗主義知識人から、極めて右派的・イスラム擁護的な保守主義者、民族主義者まで様々な主張があり、実際にはケマル主義の名の下に多様な主義主張が語られている。
彼ら「ケマル主義」の擁護者たちの中でも、トルコ政治の重要な担い手の一部であるトルコ軍上層部は、「ケマル主義」「アタテュルク主義」を堅持することはトルコ共和国の不可侵の基本原理であるという考え方をしばしば外部に示してきた。トルコ軍は1960年と1980年（9月12日クーデター）の二度にわたり、ケマル主義からの逸脱是正あるいはケマル主義の擁護を名目としてクーデターを成功させた。

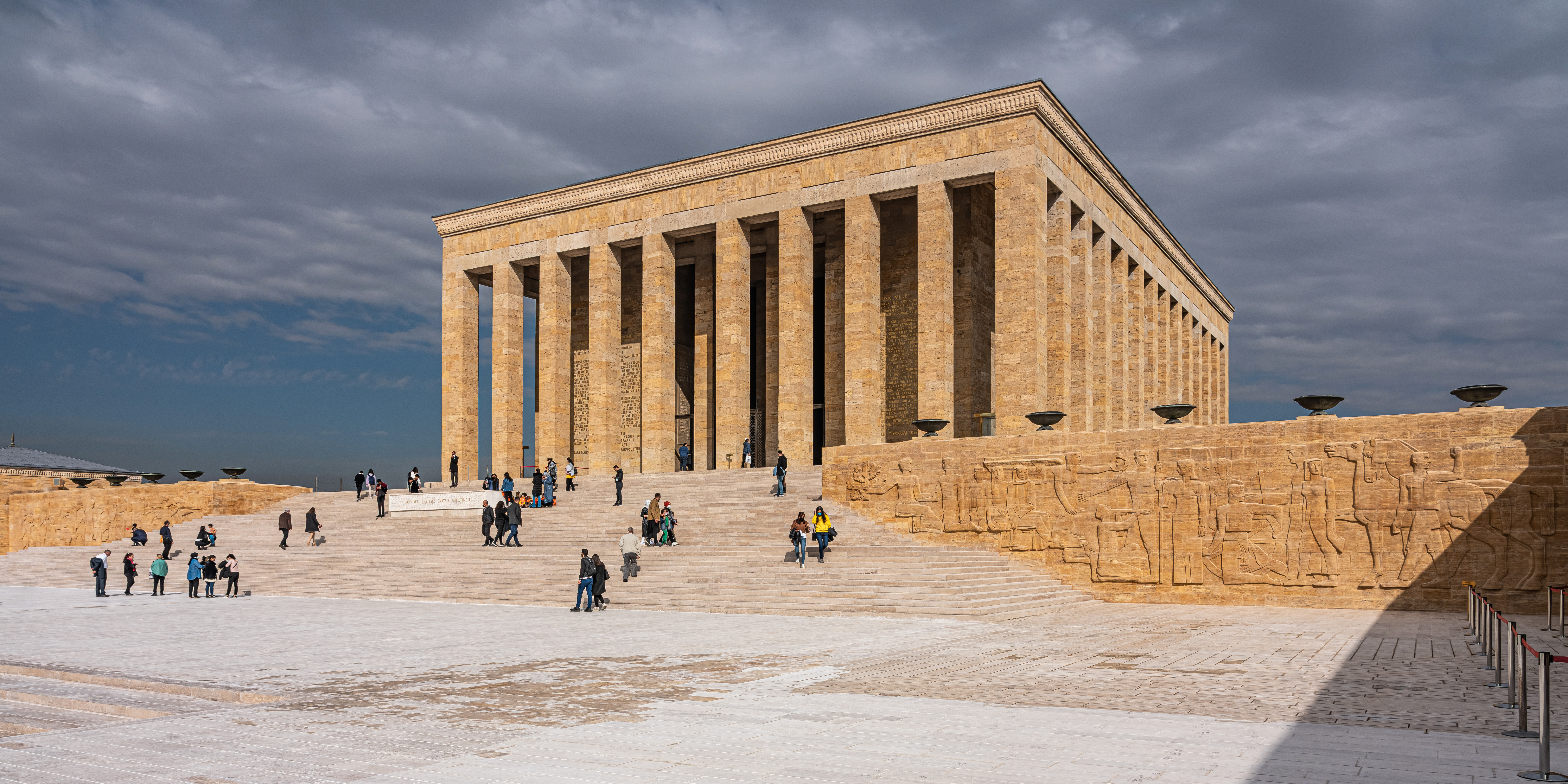
アンカラにあるアタテュルク廟（アヌト・カビール）

ムスタファ・ケマルの墓は、アンカラ市内の丘陵上に建設されたアタテュルク廟にあり、毎日内外から多くの参拝者が訪れる、国家の重要な建造物になっている。彼の命日である11月10日の9時5分には毎年、トルコ全土で2分間の黙祷が捧げられ、アタテュルク廟ほかなどで記念式典が行われる。
また、イスタンブールには彼にちなんで名づけられたアタテュルク国際空港とアタチュルク文化センター（1969年建設・2021年再建）、エルズルムには大学（アタテュルク大学）がある。トルコ全土の町々では、主要な通りにアタテュルクにちなんだ名前がつけられ、町の中心的な広場にはアタテュルクの銅像が立ち、役所や学校にはアタテュルクの肖像画が掲げられている。トルコ共和国の通貨である新トルコリラ（YTL）は、全ての紙幣にアタテュルクの肖像が印刷されている。さらに、「アタテュルク擁護法」という法律も存在し、公の場でアタテュルクを侮辱する者に対して罰則が加えられることもある。
トルコにおけるこうした徹底的なムスタファ・ケマルの顕彰に対しては、トルコの国内においても、世俗的な立場にある人々の間からも、「行き過ぎた神格化」であり「政教分離」に違反するのではという疑義を示す声もあるほどである。少なからぬ観察者は、トルコの国家体制護持とムスタファ・ケマルに対する個人崇拝は密接に関係していると考えている。例えばイスラム的な価値観と国家体制との関係で見ると、1980年の9月12日クーデター以前は、徹底的な政教分離主義（ライクリッキ）はケマル主義の名のもとに国家体制と不可分のものとされていた。体制によって民族主義とイスラムの調和が図られ始めた1980年代以降は、体制にとって許容可能な「望ましいイスラム」がアタテュルクの望んだイスラムのあり方であるとして正統化をはかる事例がみられるようになった。

## イスラーム主義者による批判

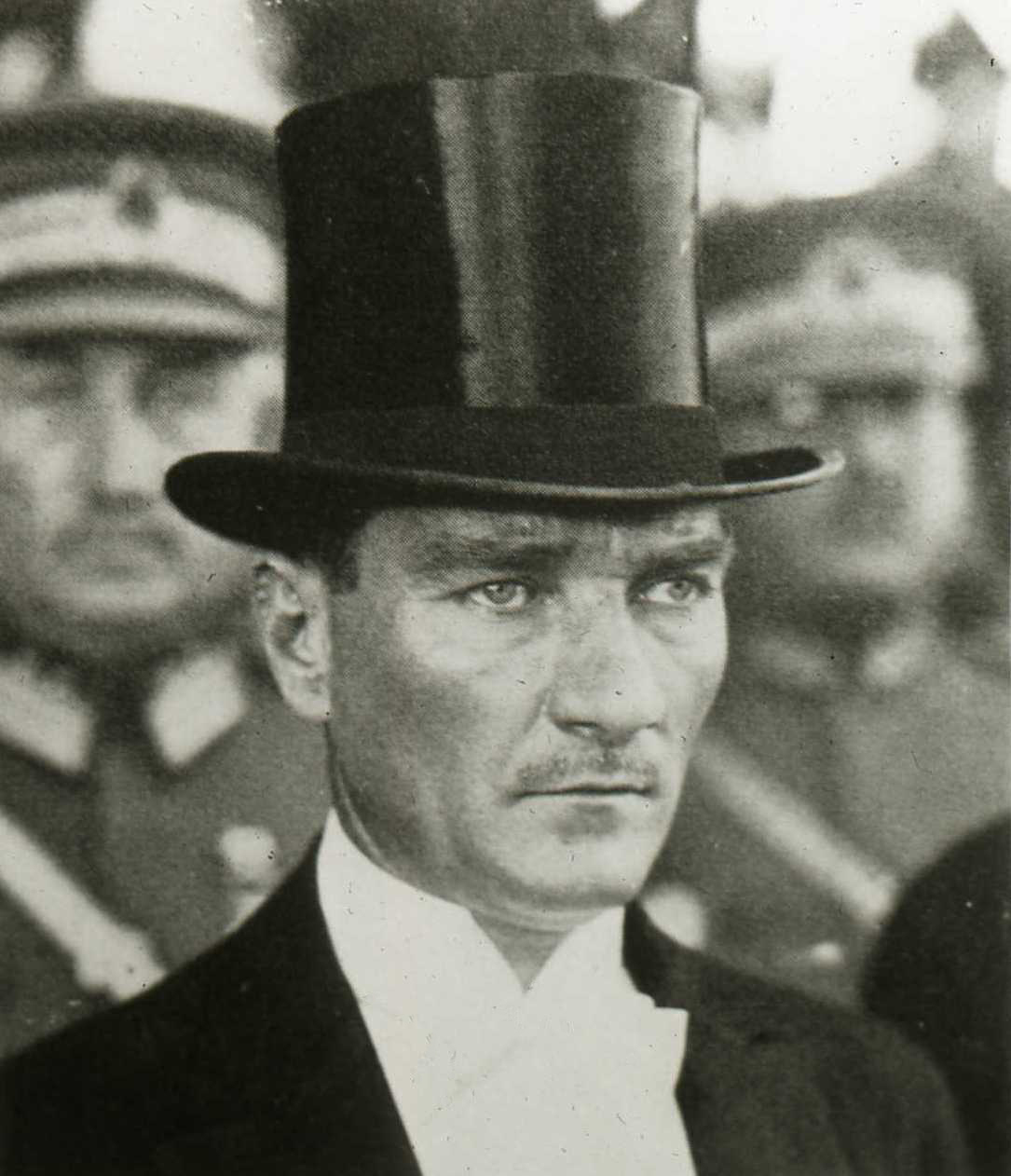
当時、西欧で一般的だった男性のかぶりものであるトップハットをかぶったアタテュルク（1925年）。トルコの世俗化を目指した数々の改革により、アタテュルクはイスラム主義者の陰謀説の標的となった。

アタテュルクが酒を好んだこと、イスラーム保守派への抑圧などから、イスラーム主義者の中にはアタテュルクを背教者を意味するカーフィル（トルコ訛：キャーフィル）と非難する者も存在している。

## 家族

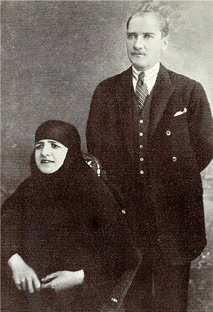
ムスタファ・ケマルと妻ラティーフェ

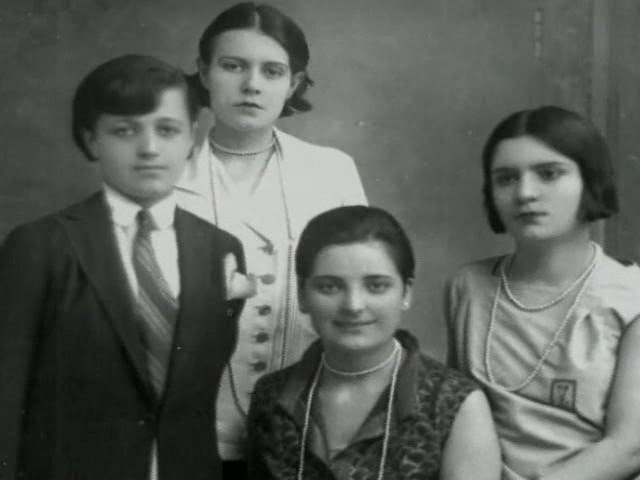
養女たち。左から右へ：ルキイェ、サビハ、アフェト、ゼフラ・アイリン。

1923年1月29日、イズミルの豪商ウシャキザーデ家の娘ラティーフェと結婚。しかし1924年9月から10月にかけての東部訪問で離婚危機となり、1925年8月5日に離婚が発表された。
母ズュベイデの再婚相手である、ラグプの親戚フィクリイェとアンカラ駅の官邸で同棲していた（イマーム婚をあげていたという説もある）。フィクリイェはチャンカヤ官邸前で拳銃自殺を図り、1週間後、アンカラ・ヌムーネ病院で死亡（弾痕が背中にあったため、他殺説もある）。

### 子女
アタテュルクに実子は無く、養子として十数人を家族としたという。「いつも厳しく、学校の成績を気にする人だった」という証言も残っている。
但し、サビハ・ギョクチェンは、養女だけで養子はいなかったと主張していた。

#### 養女
- アフェト・イナン - 歴史家
- ネビレ（トルコ語版）
- フィクリイェ
- ルキイェ（トルコ語版）
- ゼフラ・アイリン（トルコ語版） - 1936年、フランスのアミアン近郊で列車から転落して死亡。事故とも自殺とも言われている
- サビハ・ギョクチェン - 世界初の女性軍用機操縦士
- ユルキュ（トルコ語版） - ズュベイデの養女ヴァスフィエの娘

#### 養子
- アブドゥルラーヒム（トルコ語版） - 孤児→技師、顔がケマルに酷似。（ズュベイデは、遺言でアブドゥルラーヒムにも遺産を遺した）
- スールトマチ・ムスタファ（トルコ語版） - 牧童→クレリ少年兵学校→軍人
- イフサン

## アタテュルクを題材にした作品
- 『別離（Veda）』2010年。- アタテュルクのいとこにあたるサーリヒ・ボズクの視点からアタテュルク個人の内省に焦点を当てた映画。サウンドトラックは作曲家で詩人のズュリュフ・リヴァネリ。
- 『Mustafa』2008年。ジャーナリストのジャン・デュンダルによる伝記ドキュメンタリーで、アタテュルクの生涯を人間的な側面から描写。
- 2023年、トルコ建国100周年を記念して、作品「アタテュルク」が制作された。